# Edward Dalyngrigge
Edward Dalyngrigge (1346 – agosto 1393) è stato un nobile e politico inglese.
Fu un cavaliere del XIV secolo, che costruì il castello di Bodiam, nel Sussex, in Inghilterra.

## Genealogia
Edward Dalyngrigge nacque intorno al 1346, figlio di Roger Dalyngrigge e di Alice Radingden. La famiglia si radicò nel Sussex, dove acquisì i primi terreni, a partire dal feudo di Bolebrook, attraverso il matrimonio del padre di Roger, John Dalyngrigge, con Joan, figlia di Walter de la Lynde, di Lincolnshire, aumentando poi i propri beni attraverso le generazioni successive. La famiglia era originaria della zona di Dalling Ridge, vicino a East Grinstead.
Edward partì per la Francia nel 1367 e si unì alla compagnia di ventura di sir Robert Knolles, combattendo come mercenario. Dalyngrigge ritornò in Inghilterra nel 1377, dopo aver accumulato ricchezza e potere. Al suo ritorno nel Sussex, sposò Elizabeth, l'ereditiera della famiglia Wardedieu o Wardeux, che possedeva il feudo di Bodiam da prima del 1330. Tramite la moglie, sir Edward acquistò un maniero con fossato, situato poco a nord della chiesa di Bodiam. È possibile che Dalyngrigge e sua moglie risiedettero nel maniero fino a quando la costruzione del nuovo castello non fu completata, sebbene possedessero anche un'altra tenuta a Bolebrook, vicino ad Hartfield, Sussex.

## Cavalierato
Tra il 1379 e il 1388, Dalyngrigge ricoprì l'incarico di Cavaliere della contea del Sussex in dieci parlamenti e successivamente fu uno dei più influenti signori del periodo nella contea. Nel 1380 fu nominato membro della Commissione deputata al controllo dello stato del regno e dei possedimenti, delle spese e delle entrate della famiglia reale. Nello stesso anno gli fu affidato l'incarico di esaminare Winchelsea per valutare come la città avrebbe dovuto essere fortificata contro eventuali attacchi dalla Francia. La sua preoccupazione per la difesa della costa era evidente nel 1384-1385, quando fu chiamato a far parte di una Commissione per fortificare cinque ports, Rye, Sussex.
Nel 1384 lo zio del re, Giovanni Plantageneto, I duca di Lancaster, intraprese un'azione legale contro Dalyngrigge nel tentativo di limitarne le interferenze nella recente acquisizione di proprietà nel Sussex da parte del duca. Il risentimento contro potente duca di Lancaster e le sue proprietà era condiviso da molti signori del Sussex, Dalyngrigge essenzialmente rappresentava le loro rimostranze. Il comportamento di Dalyngrigge in tribunale, dove si recò per difendersi, fu violento e indisciplinato, fornendo valide indicazioni in merito alla sua personalità; per due volte durante il procedimento gettò il guanto di sfida in tribunale. Dalle sue azioni, sembra che il caso sia stato percepito da Dalyngrigge una questione più d'onore che di legalità. La sua preoccupazione era fondamentale che la sua posizione, consolidata localmente, fosse minacciata dalle acquisizioni di Giovanni e dalla sua autorità sulle aree confinanti. Il duca di Lancaster vinse la causa e Dalyngrigge subì una sanzione di quasi 1000 sterline per l'oltraggio e fu tenuto "in custodia" dallo sceriffo fino al pagamento. Il patrono di sir Edward, l'XI conte di Arundel, riuscì ad intercedere presso il re in suo favore, dopo che il duca di Gand lasciò l'Inghilterra il 9 luglio 1386, quando si imbarcò con il proprio esercito per Brest e Corunna, così Dalyngrigge riuscì a tornare in parlamento subito dopo, senza mai pagare l'ammenda.
L'Inghilterra era in guerra con la Francia dagli anni '30, quando re Edoardo III rivendicò il suo diritto al trono di Francia. A causa di una serie di attacchi francesi alle città della costa meridionale inglese, c'erano valide motivazioni per provvedere alla costruzione di un castello adeguatamente difeso, in prossimità della costa meridionale. A quel tempo, il fiume River era ancora navigabile fino a Bodiam, quindi i francesi avrebbero potuto facilmente navigarlo per invadere l'area. Di conseguenza, re Riccardo II emise una licenza reale per Dalyngrigge nell'ottobre 1385 per rinforzare il maniero di Bodiam. La licenza, in latino, dichiarava:
"...che possa rafforzare con un muro di pietra e di calce e trasformare in un castello il suo maniero di Bodiam, vicino al mare, nella contea di Sussex, per la difesa dal paese adiacente [Francia] e la resistenza contro i nostri nemici."
Oltre alla licenza, a sir Edward fu concessa anche una licenza reale per deviare il flusso dalla "Baia di Dalyngregge", a monte di Saleshurst, verso Bodiam, per alimentarne il mulino ad acqua. Il mulino era situato a sud del sito scelto per il nuovo castello di sir Edward, tra il castello e il fiume Rother, alimentato da un grande mulino-stagno.
Nel 1386-1387 sir Edward fu nominato capitano di Brest e per via della necessità di trascorrere tempo in Francia è improbabile che sia stato presente per supervisionare le prime tappe della costruzione del nuovo castello.
Nel 1390 la minaccia della guerra si ridusse. Sir Edward fu nominato membro di diverse commissioni, anche per cercare di concludere una tregua con la Francia, per stabilire le condizioni con il conte delle Fiandre e con le popolazioni di Gand, Bruges e Ypres, e per esaminare i castelli e le fortezze di Calais e della Piccardia. Nel 1390 fu uno dei nove cavalieri che apposero il proprio sigillo su una lettera inviata al papa, in cui deploravano gli eccessi della chiesa. L'importanza di sir Edward nel paese aumentò ulteriormente nel 1392, quando fu nominato Lord sindaco della City di Londra.
Con il tempo il suo castello di Bodiam fu completato, all'incirca nel 1390, sebbene Dalyngrigge non ebbe il tempo di goderne, poiché morì poco prima del 1395. Fu sepolto nell'abbazia di Robertsbridge
Gli succedette il figlio, sir John Dalyngrigge, che si sposò con Alice, figlia ed erede di sir John Beauchamp di Powick.